# Hans Michel Schletterer
Hans Michel Schletterer, auch Hans Michael Schletterer (* 29. Mai 1824 in Ansbach; † 4. Juni 1893 in Augsburg) war ein deutscher Musiker und Musikkritiker.

## Leben
Er studierte zuerst bei Louis Spohr in Kassel und später bei Ferdinand David und Ernst Friedrich Richter in Leipzig. 1847 wurde Schletterer Musikdirektor in Zweibrücken, 1854 Musikdirektor der Universität in Heidelberg, 1858 Kapellmeister der protestantischen Kirche in Augsburg und 1866 Direktor der Musikschule an gleicher Stelle. Mit der Gründung des Oratorienvereins Augsburg 1866, den er bis 1893 leitete und mit dem er weit über 100 Konzerte veranstaltete, in denen er mit dem städtischen Orchester auch viele klassische Instrumentalwerke aufführte, trug er in hohem Maße zur Entwicklung des Musiklebens in Augsburg bei und dominierte es über 20 Jahre. Seine totale Ablehnung der neuen Musikentwicklung nach Wagner und die Vernachlässigung der Werke jüngerer Komponisten trug ihm zunehmende, teilweise bösartige Kritik ein, so dass er 1893 völlig verbittert die Leitung des Oratorienvereins niederlegte und bald darauf starb.  
Schletterer komponierte Kantaten, Operetten, Chorgesänge und vertonte Psalmen. Bedeutend waren auch seine musiktheoretischen Abhandlungen, für die er 1878 in Tübingen zum Ehrendoktor der Philosophie ernannt wurde.
Schletterers Tochter Anna (1862–1919) wurde eine Opernsängerin (Sopran/Mezzosopran).

## Werke
- Zur Geschichte der dramatischen Musik und Poesie in Deutschland. Das deutsche Singspiel von seinen ersten Anfängen bis auf die neueste Zeit. Schlosser-Verlag, Augsburg 1863. Nachdruck: Olms, Hildesheim / New York 1975, ISBN 3-487-05577-5
- Joh[ann] Friedrich Reichardt. Sein Leben und seine musikalische Thätigkeit. 1865, Nachdruck: Sändig, Walluf (bei Wiesbaden) 1972, ISBN 3-500-25460-8
- Die Entstehung der Oper. Ein Vortrag gehalten am 21. Februar 1872. Beck, Nördlingen 1873.
- Zehn Chor-Duette für Sopran- und Altstimmen (erste Folge) mit Clavierbegleitung zum Gebrauch in höheren Töchterschulen und Gesangvereinen componirt und methodisch geordnet von H. M. Schletterer. Op. 29. Partitur und Stimmen. Leipzig, Fr. Kistner [1879].